# HD 88824
HD 88824，又名CD-50 4924，SAO 237804、HR 4017，是一颗恒星，视星等为5.28，位于銀經279.38，銀緯4.27，其B1900.0坐标为赤經10h 9m 31.1s，赤緯-50° 4.27′ 13″。